# Rybáře (Hranice)
Rybáře jsou malá vesnice, část města Hranice v okrese Přerov. Nachází se asi 6 km na západ od Hranic. V roce 2009 zde bylo evidováno 33 adres. V roce 2001 zde trvale žilo 47 obyvatel.
Rybáře leží v katastrálním území Drahotuše o výměře 10,04 km2.
  Povodně v roce 1997 zde strhly lávku, která byla obnovena za pomoci partnerského města Voorburgu (dnešní Leidschendam-Voorburg).

## Název
Na vesnici bylo přeneseno původní pojmenování jejích obyvatel Rybáři.